# Morten Gjesvold
Morten Gjesvold (* 17. Juli 1986 in Bærum) ist ein ehemaliger norwegischer Skispringer.

## Werdegang
Gjesvold trat erstmals beim Europäischen Olympischen Winter-Jugendfestival 2003 im slowenischen Bled auf internationaler Ebene auf. Er erzielte dort dem achten Rang im Einzel und eine Silbermedaille im Teamspringen. Wenig später nahm er an der Junioren-WM in Sollefteå teil, wo er nach Platz 37 im Einzel mit dem Team das Podium nur knapp verfehlte und Vierter wurde.
Am 23. August 2003 gab er in Trondheim sein Debüt im Continental Cup. In dieser Wettkampfserie war er bis 2006 aktiv, dazwischen absolvierte er auch FIS-Cup-Springen. Seine einzige Podestplatzierung erreichte er bei einem Sommer-COC am 25. Juli 2004 auf der Schattenbergschanze in Oberstdorf. In der Saison 2005/06 konnte er erstmals im Winter Punkte sammeln und erzielte mit Rang 17 seine beste Platzierung.
Nachdem Gjesvold im August 2006 seinen letzten Continental Cup sprang, trat er 2007 und 2009 in Einsiedeln und Notodden noch einmal im FIS-Cup an, bevor er seine Karriere endgültig beendete.

## Erfolge

### Continental-Cup-Platzierungen
| Saison  | Platz | Punkte |
| ------- | ----- | ------ |
| 2005/06 | 020.  | 101    |